# آرمناک هوسپیان
آرمناک کاراپتی هوسپیان (ارمنی: Արմենակ Կարապետի Հովսեփյան زاده ۱۸۸۲ - درگذشته ژوئیهٔ ۱۹۳۷) سیاستمدار اهل ارمنستان بود که از تاریخ ۳۰ مارس ۱۹۲۹ تا تاریخ ۲۱ نوامبر ۱۹۲۹ و بار دیگر از تاریخ ۱ اوت ۱۹۳۶ تا تاریخ ۲۹ ژوئیه ۱۹۳۷ سمت وزارت دادگستری ارمنستان را برعهده داشت. وی همچنین از تاریخ ۱۹۲۹ تا تاریخ ۱۹۳۰ سمت دادستان کل جمهوری ارمنستان را برعهده داشت.

## زندگی‌نامه
وی در ۱۸۸۲ در آخالکالاکی به دنیا آمد . . وی در ژوئیه ۱۹۳۷ در سن ۵۵ سالگی درگذشت.